# Segueró
Segueró es una entidad de población española del municipio de Beuda, perteneciente a la provincia de Gerona, en la comunidad autónoma de Cataluña. En 2022, tenía empadronados 65 habitantes.